# Завръщане в бъдещето (сериал)
„Завръщане в бъдещето“ (на английски: Back to the Future) е американски анимационен сериал, базиран на трилогията „Завръщане в бъдещето“.

## Епизоди

### Сезон 1
| Номер     | Заглавие                                             | Първо излъчване в САЩ | Първо излъчване в България |
| --------- | ---------------------------------------------------- | --------------------- | -------------------------- |
| 1 (1-01)  | „Братя“                                              | 14 септември 1991 г.  | 9 януари 2007 г.           |
| 2 (1-02)  | „Семейна почивка“                                    | 21 септември 1991 г.  | 10 януари 2007 г.          |
| 3 (1-03)  | „Право към миналото“                                 | 28 септември 1991 г.  | 11 януари 2007 г.          |
| 4 (1-04)  | „Вещерство“                                          | 12 октомври 1991 г.   | 12 януари 2007 г.          |
| 5 (1-05)  | „Римска почивка“                                     | 19 октомври 1991 г.   | 15 януари 2007 г.          |
| 6 (1-06)  | „Иди и пусни хвърчило“                               | 26 октомври 1991 г.   | 16 януари 2007 г.          |
| 7 (1-07)  | „Времето не чака за жаба / Приключението на Айнщайн“ | 2 ноември 1991 г.     | 17 януари 2007 г.          |
| 8 (1-08)  | „Нагоре“                                             | 9 ноември 1991 г.     | 18 януари 2007 г.          |
| 9 (1-09)  | „Соларни моряци“                                     | 16 ноември 1991 г.    | 19 януари 2007 г.          |
| 10 (1-10) | „Дикенсова Коледа“                                   | 23 ноември 1991 г.    | 22 януари 2007 г.          |
| 11 (1-11) | „На риболов“                                         | 30 ноември 1991 г.    | 23 януари 2007 г.          |
| 12 (1-12) | „Пенсиониран“                                        | 7 декември 1991 г.    | 24 януари 2007 г.          |
| 13 (1-13) | „Приятелите на Клара“                                | 14 декември 1991 г.   | 25 януари 2007 г.          |

### Сезон 2
| Номер     | Заглавие                                                      | Първо излъчване в САЩ | Първо излъчване в България |
| --------- | ------------------------------------------------------------- | --------------------- | -------------------------- |
| 14 (2-01) | „Черният Мак“                                                 | 19 септември 1992 г.  | 26 януари 2007 г.          |
| 15 (2-02) | „Слагайте мисловните си шапки, деца! Време е за г-н Мъдрост!“ | 26 септември 1992     | 29 януари 2007 г.          |
| 16 (2-03) | „Приятел в нужда“                                             | 3 октомври 1992 г.    | 30 януари 2007 г.          |
| 17 (2-04) | „Марти Макфлай ПФК“                                           | 17 октомври 1992 г.   | 31 януари 2007 г.          |
| 18 (2-05) | „Новият приятел на Върн“                                      | 24 октомври 1992 г.   | 1 февруари 2007 г.         |
| 19 (2-06) | „Смелият лорд и демонът Монструкс“                            | 31 октомври 1992 г.   | 2 февруари 2007 г.         |
| 20 (2-07) | „Дървото от пари“                                             | 7 ноември 1992 г.     | 5 февруари 2007 г.         |
| 21 (2-08) | „Върн под всяко друго име“                                    | 14 ноември 1992 г.    | 6 февруари 2007 г.         |
| 22 (2-09) | „Браун извън Хил Валий“                                       | 21 ноември 1992 г.    | 7 февруари 2007 г.         |
| 23 (2-10) | „Баща ми е извънземен“                                        | 5 декември 1992 г.    | 8 февруари 2007 г.         |
| 24 (2-11) | „Супер Док“                                                   | 12 декември 1992 г.   | 9 февруари 2007 г.         |
| 25 (2-12) | „Св. Луи Блус“                                                | 19 декември 1992 г.   | 12 февруари 2007 г.        |
| 26 (2-13) | „Върн излюпва яйце“                                           | 26 декември 1992 г.   | 13 февруари 2007 г.        |

## „Завръщане в бъдещето“ в България
В България сериалът започва излъчване на 9 януари 2007 г. по bTV, всеки делничен ден от 15:30 и завършва на 13 февруари. Ролите се озвучават от артистите Ася Рачева, Нели Токмакчиева, Цветан Ватев и Кирил Бояджиев.